# Australothis volatilis
Australothis volatilis är en fjärilsart som beskrevs av Matthews och Patrick. Australothis volatilis ingår i släktet Australothis och familjen nattflyn. Inga underarter finns listade i Catalogue of Life.